# Lisi Potok
Lisi Potok (niem. Gené Bach) – strumień w północno-zachodniej Polsce, prawy dopływ Trawny. Płynie przez północną część Puszczy Bukowej w województwie zachodniopomorskim. 
Lisi Potok wypływa z pięciu źródeł położonych na północno-wschodnim stoku Lisicy. Płynie bogato urzeźbioną i malowniczą doliną, opływa Zamczysko od zachodu i północy, od południowego wschodu mija  kolistą dolinę zwaną Lwią Paszczą, gdzie zasila go wodą źródło o tejże nazwie. Poniżej przyjmuje z prawej największy swój dopływ Stromżyk i skręca ku północy. W dalszym biegu przyjmuje z lewego brzegu dwa małe cieki bez nazwy, a z prawego brzegu Bukową Wodę, przecina Moskiewskie Obozowisko i na zachodnim krańcu Jasnej Polany uchodzi do Trawny z jej prawego brzegu. Przed 1945 rokiem nie używano jednolitej nazwy, jedną z nich było Gené Bach (w górnym biegu) i Sturmbach (po połączeniu ze Stromżykiem). W nazewnictwie niemieckim za dopływ Trawny przyjęto Stromżyk (Sturmbach), do którego wpadał Gené Bach wypływający ze stoku Lisicy.